# 非凡家庭
《非凡家庭》（英語：No Ordinary Family）是一部美國電視連續劇，由ABC製作。故事描述鮑氏一家四口在一次乘搭飛機時發生意外，其後雖安全歸家，但卻得到了超能力。在一家四口得到超能力後，生活出現了重大改變。
2011年5月13日，本劇在第一季後被ABC取消。

## 登場角色

### 主要人物
- 麥克·切克里斯 飾 鮑占（James "Jim" Powell）；配音：古明華（港）

一家之主。於警局中負責人物拼圖。超能力是力大、刀槍不入。
- 茱莉·賓士 飾 鮑絲芬（Stephanie Powell）；配音：沈小蘭（港）

占之妻。環球科技（Global Tech）的研究員。超能力是能跑得很快，同時新陳代謝也很快，其後更可以穿越時空。
- 凱伊·帕娜貝克 飾 鮑黛芬（Daphne Nicole Powell）；配音：陳皓宜（港）

占與絲芬的女兒，16歲。超能力是能聽人別人的想法、讀取記憶，其後能改變別人的想法。
- 吉米·班奈特（英语：Jimmy Bennett） 飾 鮑JJ（James "JJ" Powell）；配音：張預東（港）

占與絲芬的兒子，14歲。超能力是超級腦。
- 奧坦·莉莎（英语：Autumn Reeser） 飾 安姬蒂（Katie Andrews）；配音：黃紫嫻（港）

絲芬的助手，知道鮑家的超能力秘密。
- 羅瑪尼·麥柯（英语：Romany Malco） 飾 盛佐治（George St. Cloud）；配音：招世亮（港）

占的老朋友，知道鮑家的超能力秘密。
- 史蒂芬·柯林斯 飾 京戴棠博士（Dr. Dayton King）；配音：潘文柏（港）
- 喬許·史都華 飾 佐舒（Joshua）；配音：關令翹（港）

### 次要角色
- 張韻明 飾 探員Yvonne Cho
- 傑森·安通（英语：Jason Antoon） 飾 李老師（Mr. Litchfield）；配音：翟耀輝

JJ的數學老師。
- 吉列爾莫·迪亞斯（英语：Guillermo Díaz (actor)） 飾 探員Frank Cordero
- 雷吉·李 飾 蔡泛西博士（Dr. Francis Chiles）；配音：何承駿
- 艾美·艾克 飾 Amanda Grayson
- 盧克·克萊恩坦克 飾 文紀思（Chris Minor）；配音：曹啟謙
- 凱特琳·塔弗（英语：Katelyn Tarver） 飾 潘莉婷（Natalie Poston）；配音：余欣沛
- 卡特里娜·貝金（英语：Katrina Begin） 飾 彭貝莉（Bailey Browning）；配音：朱妙蘭
- 瑞貝卡·馬德 飾 慧德（Victoria Morrow）

京博士的手下，三冠草的實驗體，擁有能變成他人的能力。
- 讓-盧克·比洛多 飾 Brett Martin
- 露西·勞勒斯 飾 布海倫（Helen Burton）；配音：黃玉娟

### 客串
- 塔特·多諾萬 飾 Mitch McCutcheon
- 考德·歐威爾斯特利 飾 Lucas Fisher
- 布魯斯·麥吉爾 飾 Allan Crane

絲芬的父親。
- 西比尔·谢泼德 飾 Barbara Crane

絲芬的母親。
- 傑克遜·拉斯波恩 飾 Trent
- 瑞秋·麥納（英语：Rachel Miner） 飾 Rebecca Jessup
- 安東尼·麥可·霍爾 飾 文洛（Roy Minor）

紀思的父親。
- 艾力克斯·索洛威茲（英语：Alex Solowitz） 飾 Theo Patton
- 傑米·哈里斯（英语：Jamie Harris (actor)） 飾 Reed Koblenz
- 安妮·沃辛（英语：Annie Wersching） 飾 Michelle Cotten
- 瑞克·斯克路德 飾 Dave Cotten
- 比利·安格（英语：Billy Unger） 飾 Troy Cotten
- 康娜·萊斯里（英语：Conor Leslie） 飾 Chloe Cotten
- 傑森·懷爾斯 飾 Mike Powell

占的兄弟。
- 伊森·索普 飾 Tom Seeley
- 翠西亞·海爾弗 飾 倪小菲（Sophie Adler）
- 羅伯特·皮卡多 飾 Mr. Lance
- 艾瑞克·貝福 飾 尹路加（Lucas Winnick）

殺人犯，三冠草的實驗體。
- 麥可·麥茲（英语：Michael Maize） 飾 Ben
- 夏恩·卡爾 飾 保安人員

## 外部連結
- abc非凡家庭主頁 （页面存档备份，存于）
- 互联网电影数据库（IMDb）上《No Ordinary Family》的资料（英文）

| 中国 CCTV-8 海外剧场                            | 中国 CCTV-8 海外剧场                     | 中国 CCTV-8 海外剧场 |
| ----------------------------------------------- | ---------------------------------------- | -------------------- |
|                                                 | 非凡家庭 （2012年1月12日-2013年1月21日） |                      |
| 圣诞节会下雪吗 （2012年12月31日-2013年1月11日） | 家门之光 （2013年1月21日-）              |                      |